# Porsel

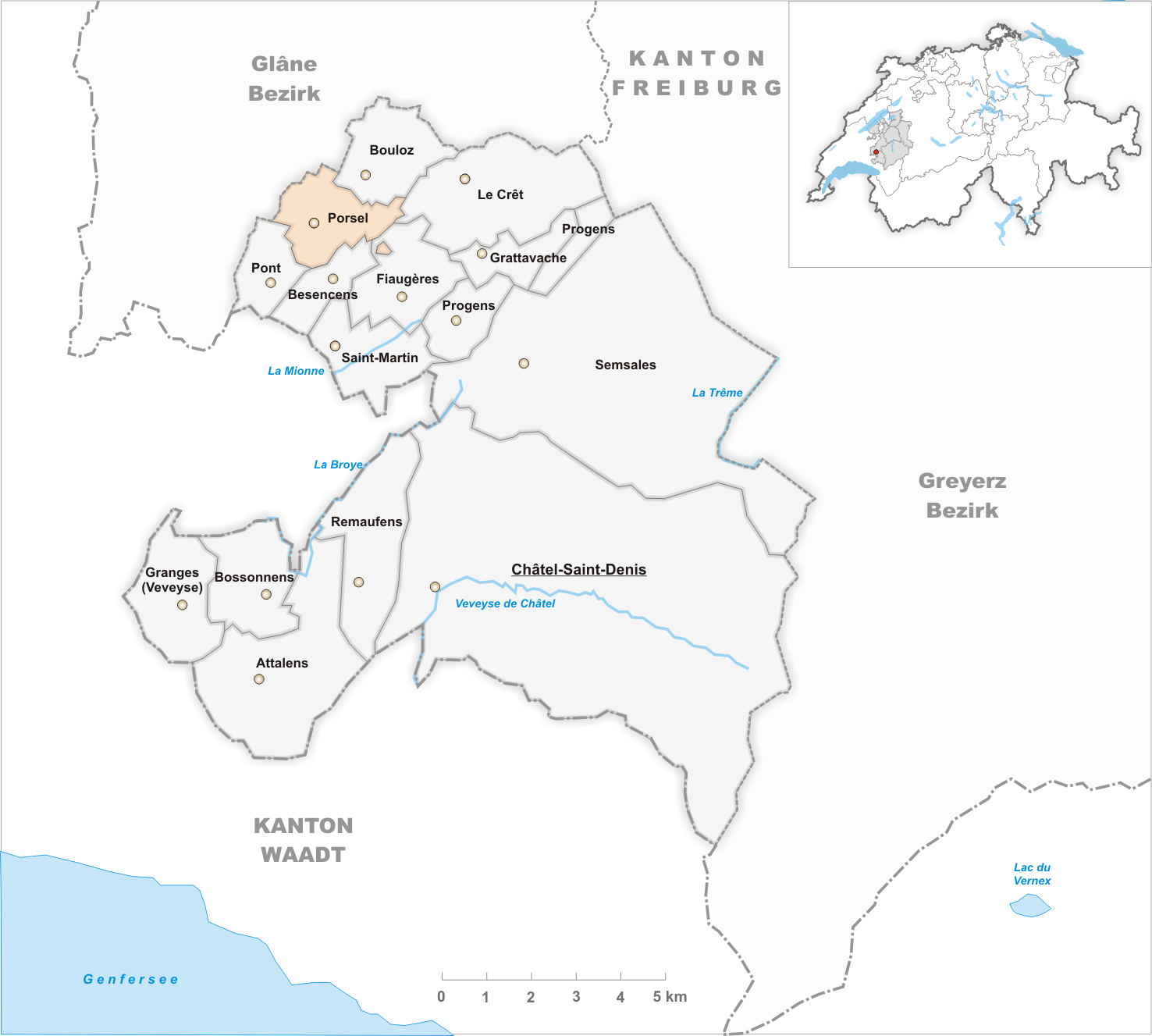
Gemeindestand vor der Fusion am 1. Januar 2004

Porsel (frz. [pɔʀsɛl]; fpr. [(a) pɔˈʃiː], Pochiⓘ) ist eine Ortschaft und früher selbständige politische Gemeinde im Vivisbachbezirk des Schweizer Kantons Freiburg. Seit 2004 gehört Porsel zur zusammen mit Pont (Veveyse) und Bouloz neugeschaffenen Gemeinde Le Flon und ist der Sitz der Gemeindeverwaltung.

## Geographie
Porsel liegt auf 814 m ü. M., acht Kilometer nordnordwestlich des Bezirkshauptortes Châtel-Saint-Denis (Luftlinie). Das Dorf erstreckt sich an aussichtsreicher Lage nördlich der Talniederung des Flon, östlich des oberen Broyetals, im Molassehügelland des südwestlichen Freiburger Mittellandes. Die ehemalige Gemeindefläche betrug rund 3,8 km². Das Gebiet reichte von der Talmulde des Maflon nach Südosten über den Höhenrücken von Porsel (bis 870 m ü. M.) und die Talsenke des Flon bis auf die südlich anschliessende Waldhöhe. Eine kleine Exklave umfasste das bei Fiaugères liegende Moorgebiet von Porsel.

## Bevölkerung
Mit 406 Einwohnern (2002) zählte Porsel vor der Fusion zu den kleinen Gemeinden des Kantons Freiburg. Zu Porsel gehören mehrere Hofsiedlungen und Einzelhöfe.
Einwohnerzahlen: Volkszählungsdaten

## Wirtschaft
Porsel war bis in die zweite Hälfte des 20. Jahrhunderts ein vorwiegend durch die Landwirtschaft geprägtes Dorf. Noch heute haben die Milchwirtschaft, die Viehzucht und in geringerem Mass der Ackerbau einen wichtigen Stellenwert in der Erwerbsstruktur der Bevölkerung. Weitere Arbeitsplätze sind im lokalen Kleingewerbe und im Dienstleistungssektor vorhanden, unter anderem in Betrieben des Baugewerbes, der Informatik und der Herstellung von Landwirtschaftsmaschinen. In den letzten Jahrzehnten hat sich Porsel dank seiner attraktiven Lage auch zu einer Wohngemeinde entwickelt. Viele Erwerbstätige sind deshalb Wegpendler, die hauptsächlich in den Regionen Romont, Bulle und Oron arbeiten.

## Verkehr
Das Dorf liegt an der Hauptstrasse von Romont nach Oron-la-Ville. Durch die Buslinie der Transports publics Fribourgeois, die von Romont via Oron-la-Ville nach Palézieux-Gare verkehrt, ist Porsel an das Netz des öffentlichen Verkehrs angebunden.

## Geschichte
Das Gebiet von Porsel war schon sehr früh besiedelt, was durch den Fund einer Hacke aus der mittleren Bronzezeit und von Siedlungsspuren aus der Römerzeit nachgewiesen werden konnte. Die erste urkundliche Erwähnung des Ortes als Porcel(s) stammt aus der Mitte des 12. Jahrhunderts; der Ortsname wird als Diminutiv zum Namen des Nachbardorfs Pont gedeutet.
Seit dem Mittelalter gehörte Porsel zur Herrschaft Oron, kam aber als Lehen an die Familie Illens, die auf einer Burg bei Pont (Veveyse) residierte. Spätestens 1565 gelangte Porsel unter die Herrschaft von Freiburg und wurde der Vogtei Rue zugeordnet. Nach dem Zusammenbruch des Ancien Régime (1798) gehörte das Dorf während der Helvetik und der darauf folgenden Zeit zum damaligen Bezirk Rue, bevor es 1848 in den Bezirk Veveyse eingegliedert wurde.
Im Rahmen der vom Kanton Freiburg seit 2000 geförderten Gemeindefusionen votierten die Stimmberechtigten von Porsel am 10. Juni 2003 mit einer Ja-Mehrheit von 98,4 % für eine Fusion ihrer Gemeinde mit Pont (Veveyse) und Bouloz. Mit Wirkung auf den 1. Januar 2004 entstand deshalb die Gemeinde Le Flon, die nach dem Bach Flon, der die Gebiete aller drei vormaligen Gemeinden durchquert, benannt wurde.

## Sehenswürdigkeiten
Seit 1641 bildet Porsel eine eigenständige Kirchgemeinde. Die Pfarrkirche wurde 1645 erbaut, erhielt ihre heutige Gestalt aber bei einer umfassenden Umgestaltung in den Jahren 1872 und 1873.